# رينجو
الاتحاد الياباني للنقابات (日本労働組合総連合会، Nihon Rōdōkumiai Sōrengōkai) ، المعروف باسم (連合، رينجو) ، هو أكبر مركز نقابي وطني في اليابان، مع أكثر من ستة ملايين عضو اعتبارا من عام 2011.  تأسست في عام 1989 نتيجة لاندماج اتحاد العمال الياباني (دوماي) ، ووفدراسیون النقابات المستقلة (تشوريثسو رون) والوفدراسیة الوطنية للمنظمات الصناعية (شينسنبيتسو). في عام 1990، انضم مجلس النقابات العمالية العامة اليابانية ( (سوهيو) ) أيضا إلى رينغو.
اعتبارا من يوليو 2012 ، كان لدى رينغو 54 نقابة تابعة و 47 منظمة محلية.

## الانتماء الحزبي
كان رينغو ينتمي تاريخيا إلى الحزب الديمقراطي الياباني، ولكن في 28 يونيو 2012 ، الرئيس نوبواكي كوجا ألقى كلمة في الحزب الليبرالي الديمقراطي مقر مشيرا إلى أن الاتحاد قد يعيد النظر في مستقبله.
في عام 2014 ، أيد المرشح المدعوم من الحزب الليبرالي الديمقراطي يويتشي ماسوزوي من أجل انتخابات حاكم طوكيو.

## المنظمات التابعة

### الشركات التابعة الحالية
تنتمي العديد من النقابات إلى رينغو:
| الاتحاد                                                                                    | تأسيس | العضوية (2009) | العضوية (2020) |
| ------------------------------------------------------------------------------------------ | ----- | -------------- | -------------- |
| الاتحاد الياباني لمجموعات العمال في مجال النسيج والكيماوي والتجارة والغذاء والخدمات العامة | 2012  | 1,780,000      | 1,767,000      |
| اتحاد العمال المحليين والبلديين في جميع أنحاء اليابان                                      | 1954  | 887,174        | 785,445        |
| اتحاد نقابات عمال السيارات اليابانية                                                       | 1972  | 741,747        | 784,777        |
| الاتحاد الياباني للكهرباء والإلكترونية والمعلومات                                          | 1953  | 616,571        | 569,285        |
| جمعية العمال اليابانيين في المعادن والآلات والتصنيع                                        | 1999  | 370,256        | 341,681        |
| الاتحاد الياباني لمجموعات العمال في الصناعة الأساسية                                       | 2003  | 248,781        | 265,130        |
| اتحاد مجموعة البريد اليابانية                                                              | 2007  | 216,186        | 243,754        |
| الاتحاد الوطني لمجموعات العمال المؤمنين عن الحياة                                          | 1969  | 241,967        | 233,614        |
| اتحاد المعلمين اليابانيين                                                                  | 1947  | 290,857        | 230,475        |
| اتحاد نقابات العمال في الصناعة المتعلقة بالطاقة الكهربائية في اليابان                      | 1981  | 214,019        | 208,996        |
| الاتحاد الياباني للعمال في خدمات تكنولوجيا المعلومات والاتصالات                            | 1991  | 220,730        | 199,135        |
| الاتحاد الياباني للنقابات العاملة في مجال النقل                                            | 1968  | 128,407        | 128,095        |
| الاتحاد العام لمجموعات العمال الخاصين في القطارات والحافلات في اليابان                     | 1947  | 111,944        | 113,253        |
| اتحاد كل نقابات العمال اليابانيين في مجال الأغذية والتبغ                                   | 2000  | 97,762         | 105,909        |
| الاتحاد الياباني لمجموعات العمال في مجال الطاقة والكيمياء                                  | 2002  | 158,958        | 104,038        |
| اتحاد عمال التأمين غير الحيائي في اليابان                                                  | 1967  | 68,027         | 94,696         |
| الاتحاد في القطاع العام اليابان                                                            | 2001  | 110,766        | 79,621         |
| اتحاد النقابات العمالية للسكك الحديدية اليابانية                                           | 1992  | 63,000         | 74,602         |
| الاتحاد الياباني لمجموعات العمال في قطاع الخدمات والسياحة                                  | 2001  | 44,029         | 47,454         |
| الاتحاد الياباني لنقابات عمال النقل                                                        | 1964  | 53,835         | 45,579         |
| اتحاد البحارة اليابانيين                                                                   | 1945  | 45,000         | 45,000         |
| الاتحاد الياباني للاتحادات في صناعة الطيران                                                | 1999  | 36,183         | 41,419         |
| اتحاد عمال المطاط الياباني                                                                 | 1992  | 43,481         | 41,023         |
| الاتحاد الياباني لمجموعات أعمال الصفائح والورق                                             | 1988  | 30,713         | 25,453         |
| الاتحاد الياباني لمجموعات العمال في السلك الكهربائي                                        | 1946  | 28,205         | 24,757         |
| اتحاد عمال الغاز الياباني                                                                  | 1946  | 25,676         | 23,248         |
| الاتحاد الياباني لمجموعات أعمال السكك الحديدية                                             | 1987  | 55,046         | 22,561         |
| اتحاد اتحادات العمال في مجال المعلومات الطباعة                                             | 1989  | 20,667         | 20,730         |
| كل الاتحاد الياباني للعمال في صناعة السيراميك                                              | 1995  | 18,900         | 19,610         |
| اتحاد عمال إمدادات المياه في اليابان                                                       | 1951  | 25,998         | 16,281         |
| جميع اتحادات العمل المصرفية في اليابان                                                     | 1967  | 15,590         | 15,008         |
| الاتحاد الوطني لمجموعات العمال الزراعية والغابات والصيد                                    | 1989  | 15,446         | 13,725         |
| الاتحاد الياباني لوسائل الإعلام والإعلانات والفيلم السينمائي والمسرحية                     | 2017  | ن/أ            | 9,577          |
| الاتحاد الوطني لمجموعات أعمال النقل السياراتي                                              | 1947  | 35,285         | 9,515          |
| اتحاد نقابات العمال في البنوك العمالية اليابانية                                           | 1956  | 6,397          | 8,871          |
| اتحاد العمال الصحيين اليابانيين                                                            | 2002  | 7,777          | 8,500          |
| الاتحاد الياباني لمجموعة العمال الغابات والخشب                                             | 1989  | 8,295          | 5,362          |
| اتحاد النقابات العمالية زينروساي                                                           |       | 3,378          | 4,296          |
| اتحاد نقابات العمل                                                                         |       | 3,860          | 4,228          |
| كل مكتب الطباعة اتحاد العمل                                                                | 1947  | 4,568          | 4,060          |
| الاتحاد الوطني لمجموعات العمال المحلية والبلدية                                            | 1970  | 3,302          | 2,970          |
| الاتحاد الياباني للاتحادات العمالية المجتمعية                                              | 2002  | 3,350          | 2,800          |
| الاتحاد الوطني للعمال في سباقات الخيول                                                     |       | 3,032          | 2,599          |
| كل اتحاد أعضاء موظفي التعاون الزراعي الياباني                                              |       | 1,296          | 1,354          |
| الاتحاد الياباني لمجموعات أعمال الموانئ والنقل                                             | 1987  | 1,200          | 1,200          |
| كل اتحاد العمل في النقود                                                                   |       | 995            | 766            |

المراقبين التابعين:

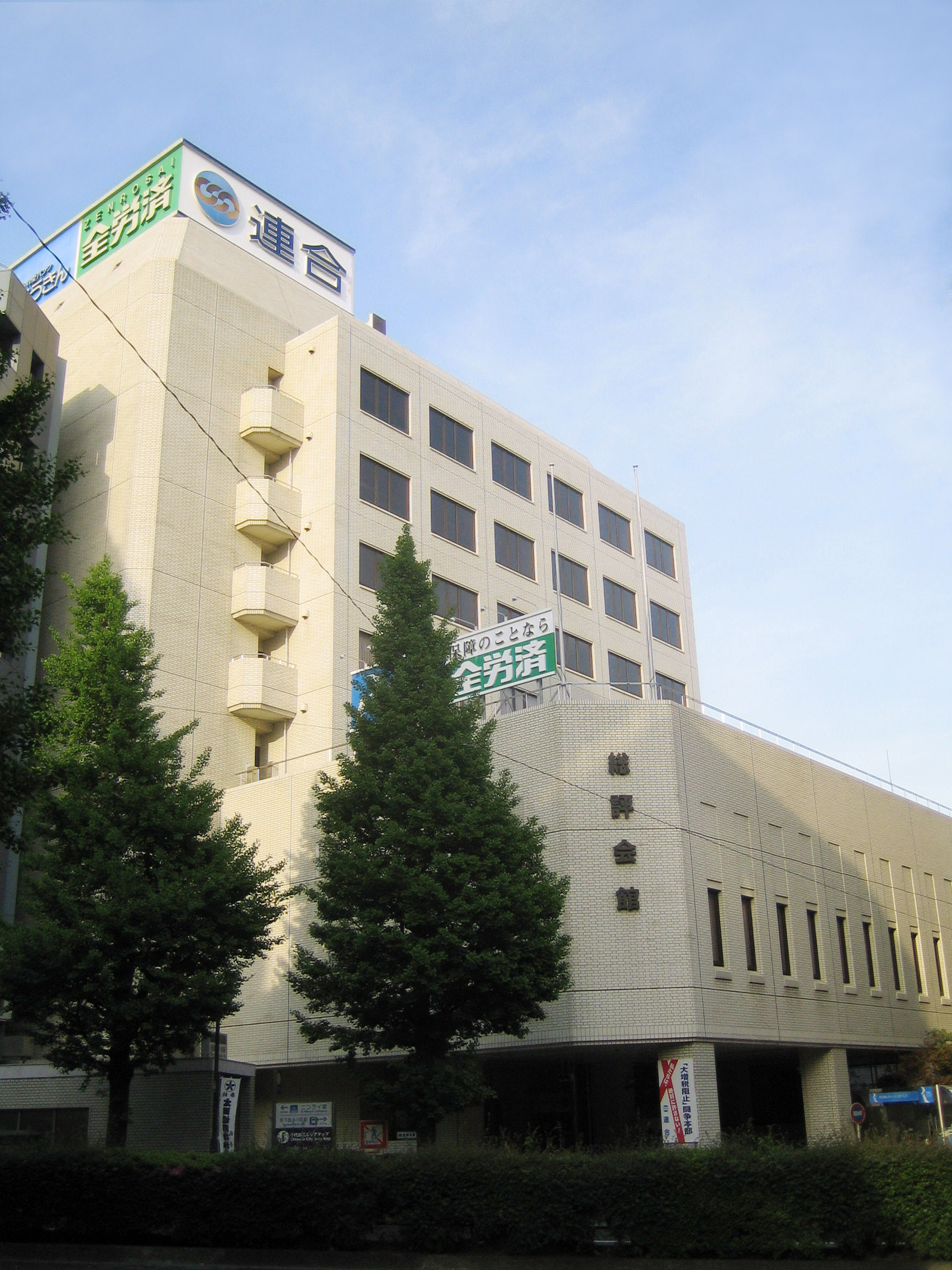
مقر رينغو في كاندا-سوروغاداي

- اتحاد عمال دوكيرو هوكايدو الموسميين (2660 عضوا اعتبارا من عام 2009)

انضمام ودياً:
- مجلس نيكينكيو لاتحادات موظفي صناعة البناء في اليابان (35624 عضوا اعتبارا من عام 2009)

## أنظر أيضاً
- نقابات عمالية اليابان